# Arminia Bielefeld/Namen und Zahlen

Vereinswappen

Dieser Artikel dient der Darstellung bedeutender Statistiken des Fußballclubs Arminia Bielefeld, für die im Hauptartikel nur wenig Platz ist. An wichtigen Stellen wird dort auf einzelne Abschnitte dieser Datensammlung verlinkt.

## Persönlichkeiten

### Vereinspräsidenten
Die Tabelle listet alle Vereinspräsidenten der Arminia auf.
| Präsident        | von           | bis          |
| ---------------- | ------------- | ------------ |
| Emil Schröder    | Mai 1905      | April 1909   |
| Julius Hesse     | April 1909    | 1914         |
| Siegmund Willing | 1914          | 1919         |
| H. Schmale       | 1919          | 1922         |
| Karl Prestinari  | November 1922 | Juni 1925    |
| Gerhard Farwick  | Juni 1925     | April 1926   |
| Otto Mennerich   | April 1926    | Oktober 1927 |
| Paul Fleege      | Oktober 1927  | Juli 1929    |
| Felix            | Juli 1929     | Oktober 1929 |
| Julius Fischer   | Oktober 1929  | Oktober 1932 |
| Paul Fleege      | Oktober 1932  | März 1934    |
| Karl Demberg     | März 1934     | Januar 1940  |
| Max Hess         | Januar 1940   | Juni 1941    |
| Konrad Müller    | Juni 1941     | 1946         |
| Willi Drehmann   | 1946          | 1947         |
| Ernst Garbers    | 1947          | Juli 1948    |
| Erwin Potthoff   | Juli 1948     | Januar 1953  |

| Präsident            | von                | bis                |
| -------------------- | ------------------ | ------------------ |
| Kurt Wolff           | März 1953          | Mai 1955           |
| Karl Lamker          | Mai 1955           | November 1960      |
| Alfred Rahe          | November 1960      | November 1962      |
| Hans Kastrup         | November 1962      | September 1969     |
| Wilhelm Stute        | September 1969     | Oktober 1972       |
| Alfred Rahe          | Oktober 1972       | April 1973         |
| Jörg Auf der Heyde   | April 1973         | Februar 1986       |
| Gisela Schwerdt      | März 1986          | November 1986      |
| Wolfgang Walkenhorst | November 1986      | August 1990        |
| Winfried Rojahn      | September 1990     | Dezember 1990      |
| Hans-Hermann Schwick | 1991               | 4. Juni 2010       |
| Wolfgang Brinkmann   | 6. Juni 2010       | 27. Juni 2011      |
| Hans-Joachim Faber   | 8. Juli 2011       | 11. September 2011 |
| Jörg Zillies         | 11. September 2011 | 15. Juli 2013      |
| Hans-Jürgen Laufer   | 21. August 2013    | 29. Juni 2021      |
| Rainer Schütte       | 29. Juni 2021      |                    |

### Sportdirektor / Geschäftsführer Sport
| Name              | von                | bis              |
| ----------------- | ------------------ | ---------------- |
| Thomas von Heesen | 17. September 2001 | 12. Mai 2005     |
| Reinhard Saftig   | 22. Juni 2005      | 26. Februar 2008 |
| Detlev Dammeier   | 20. März 2008      | 30. März 2010    |
| Samir Arabi       | 25. März 2011      | 6. März 2023     |

### Kaufmännischer Geschäftsführer
| Name              | von               | bis                |
| ----------------- | ----------------- | ------------------ |
| Roland Kentsch    | 1. März 2002      | 21. Juni 2009      |
| Heinz Anders      | 7. August 2009    | 8. Mai 2010        |
| Ralf Schnitzmeier | 1. Juli 2010      | 16. August 2011    |
| Marcus Uhlig      | 7. September 2011 | 31. Juli 2015      |
| Gerrit Meinke     | 1. August 2015    | 30. September 2017 |
| Markus Rejek      | 1. Oktober 2017   |                    |

### Geschäftsführer der Stadion- und Liegenschaftsgesellschaft
| Name          | von               | bis               |
| ------------- | ----------------- | ----------------- |
| Gerrit Meinke | 1. Juli 2013      | 28. Dezember 2017 |
| Markus Rejek  | 28. Dezember 2017 |                   |

### Deutsche Nationalspieler
Vier Spieler der Arminia trugen bisher das Trikot der deutschen Nationalmannschaft. Die Auflistung ist alphabetisch sortiert. Aufgeführt werden nur die Spiele, die der Nationalspieler in der Zeit, als er bei Arminia Bielefeld unter Vertrag stand, absolviert hat.
| Name                | Spiele | Tore | Zeitraum  |
| ------------------- | ------ | ---- | --------- |
| Walter Claus-Oehler | 2      | 1    | 1923      |
| Stefan Kuntz        | 2      | 1    | 1996–1997 |
| Ronald Maul         | 2      | 0    | 1999      |
| Patrick Owomoyela   | 6      | 0    | 2004–2005 |

### Ausländische Nationalspieler
Die Auflistung ist alphabetisch sortiert. Aufgeführt werden nur die Spiele, die der Nationalspieler in der Zeit, als er bei Arminia Bielefeld unter Vertrag stand, absolviert hat. Der Stand der Liste ist der 14. Oktober 2020.
| Name                  | Land           | Jahre im Verein | Spiele | Tore |
| --------------------- | -------------- | --------------- | ------ | ---- |
| Karim Bagheri         | Iran           | 1997–2000       | 28     | 12   |
| Isaac Boakye          | Ghana          | 2003–2006       | 4      | 2    |
| Daniel Bogusz         | Polen          | 2001–2005       | 1      | 0    |
| Delron Buckley AN1    | Südafrika      | 2004–2005       | 8      | 1    |
| Cha Du-ri             | Südkorea       | 2002–2003       | 4      | 0    |
| Sergio Córdova        | Venezuela      | 2020–lfd.       | 2      | 0    |
| Ali Daei              | Iran           | 1997–1998       | 15     | 3    |
| Mamadou Diabang       | Senegal        | 2000–2003       | 5      | 0    |
| Ritsu Dōan            | Japan          | 2020–lfd.       | 2      | 0    |
| Klodian Duro          | Albanien       | 2004–2005       | 10     | 0    |
| Jóan Símun Edmundsson | Färöer         | 2018–lfd.       | 13     | 1    |
| Rowen Fernandez       | Südafrika      | 2007–2010       | 12     | 0    |
| Torjus Hansén         | Norwegen       | 2002–2003       | 3      | 0    |
| Olli Isoaho           | Finnland       | 1982–1983       | 2      | 0    |
| Chris Katongo         | Sambia         | 2008–2010       | 16     | 1    |
| Jonas Kamper          | Dänemark       | 2006–2010       | 1      | 0    |
| Anderson Lucoqui      | Angola         | 2020–lfd.       | 1      | 0    |
| Maciej Murawski       | Polen          | 2002–2004       | 1      | 0    |
| Siyabonga Nkosi       | Südafrika      | 2007–2008       | 9      | 1    |
| Billy Ohlsson         | Schweden       | 1978–1979       | 1      | 1    |
| Jacky Peeters         | Belgien        | 1998–2000       | 6      | 0    |
| Pasi Rautiainen       | Finnland       | 1982–1986       | 13     | 0    |
| Berat Sadik           | Finnland       | 2009–2009       | 2      | 0    |
| Ben Sahar             | Israel         | 2014–2014       | 2      | 0    |
| Jésus Sinisterra      | Kolumbien      | 2002–2004       | 2      | 0    |
| Ervin Skela           | Albanien       | 2004–2005       | 11     | 1    |
| Cebio Soukou          | Benin          | 2019–lfd.       | 7      | 1    |
| Andraž Šporar         | Slowenien      | 2017–2017       | 2      | 0    |
| Jens Steffensen       | Dänemark       | 1980–1982       | 4      | 0    |
| Assimiou Touré        | Togo           | 2010–2011       | 6      | 0    |
| Vančo Trajanov        | Mazedonien AN2 | 2004–2005       | 4      | 0    |
| Fatmir Vata           | Albanien       | 2001–2007       | 4      | 0    |
| Markus Weissenberger  | Österreich     | 1999–2001       | 7      | 0    |
| Artur Wichniarek      | Polen          | 1999–2009       | 9      | 1    |
| Adalbert Safirow      | Bulgarien      | 1997–1998       | 2      | 0    |
| Sibusiso Zuma         | Südafrika      | 2005–2008       | 20     | 10   |

### Arminen der Saison
Von 2003 bis 2011 wurde von den Fans der Arminia der Armine der Saison gewählt. Die Tabelle enthält alle Titelträger.
| Saison  | Spieler der Saison   |
| ------- | -------------------- |
| 2002/03 | Rüdiger Kauf         |
| 2003/04 | Rüdiger Kauf         |
| 2004/05 | Massimilian Porcello |

| Saison  | Spieler der Saison |
| ------- | ------------------ |
| 2005/06 | Heiko Westermann   |
| 2006/07 | Jonas Kamper       |
| 2007/08 | Mathias Hain       |

| Saison  | Spieler der Saison |
| ------- | ------------------ |
| 2008/09 | Der 12. Mann       |
| 2009/10 | Rowen Fernandez    |
| 2010/11 | Der 12. Mann       |

## Bedeutende Spiele

### Deutsche Meisterschaft 1922
| FC Wacker München – Arminia Bielefeld 5:0 (3:0) | |
| Austragungsort                                  | KFV-Platz an der Telegrafenkaserne, Karlsruhe, 21. Mai 1922, 20.000 Zuschauer                                                                     |
| Aufstellung                                     | Alfred Meier, Hans Kolbow, Ewald Leeker, Hartmann, Wilhelm Noë, Ewald Höning, Gusthoff, Otto Wagner, Willi Pohl, Walter Claus-Oehler, Walter Röhe |
| Trainer                                         | keiner |
| Tore                                            | 1:0 Hans Semmler (9.), 2:0 Hans Semmler (30.), 3:0 Hans Semmler (35.), 4:0 Alfréd Schaffer (50.), 5:0 Neubauer (72.)                              |

### Deutsche Meisterschaft 1923
| Union Oberschöneweide – Arminia Bielefeld 0:0 n. V. | |
| Austragungsort                                      | TuS-Stadion, Bochum, 6. Mai 1923, 30.000 Zuschauer                                                                                                  |
| Aufstellung                                         | Willi Niehaus, Hans Kolbow, Ewald Leeker, Kurt Otto, Wilhelm Noë, Höning, Otto Wagner, Heinrich Stüwe, Willi Pohl, Walter Claus-Oehler, Walter Röhe |
| Trainer                                             | František Zoubek Prokš |
| Tore                                                | Fehlanzeige |

 Wiederholungsspiel 
| Union Oberschöneweide – Arminia Bielefeld 2:1 n. V. (1:1, 0:0) | |
| Austragungsort                                                 | Grunewaldstadion, Berlin, 20. Mai 1923, 12.000 Zuschauer                                                                                        |
| Aufstellung                                                    | Willi Niehaus, Hans Kolbow, Ewald Leeker, Kurt Otto, Wilhelm Noë, Hönig, Otto Wagner, Karl Ahlert, Willi Pohl, Walter Claus-Oehler, Walter Röhe |
| Trainer                                                        | František Zoubek Prokš |
| Tore                                                           | 0:1 Willi Pohl (85.), 1:1 Max Franke (90.), 2:1 Hermann Lux (125.)                                                                              |

### Westdeutsches Pokalfinale 1966
| Arminia Bielefeld – Alemannia Aachen 3:2 (1:2) | |
| Austragungsort                                 | Alm, Bielefeld, 11. Mai 1966, 4.500 Zuschauer |
| Aufstellung                                    | Gerd Siese, Werner Ruchel, Manfred Menzel, Detlef Kemena, Dieter Schulz, Gustav Walenciak, Ulrich Kohn, Jürgen Diekmann, Gerd Roggensack, Peter Dammann, Bernd Kirchner |
| Trainer                                        | Robert „Zapf“ Gebhardt |
| Tore                                           | 0:1 Alfred Glenski (35.), 0:2 Heinz-Gerd Klostermann (40.), 1:2 Ulrich Kohn (44.), 2:2 Bernd Kirchner (70.), 3:2 Gerd Roggensack (89.)                                  |

### Aufstiegsspiele zur Bundesliga 1977
Hinspiel 
| Arminia Bielefeld – TSV 1860 München 4:0 (1:0) | |
| Austragungsort                                 | Alm, Bielefeld, 29. Mai 1977, 30.000 Zuschauer |
| Aufstellung                                    | Uli Stein – Roland Peitsch, Wolfgang Berg, Jonny Hey, Wolfgang Pohl – Norbert Eilenfeldt (79. Christian Sackewitz), Hans-Werner Moors, Manfred Wolf – Wolfgang Schilling, Harry Erhart, Ewald Lienen (86. Eduard Angele) |
| Trainer                                        | Karl-Heinz Feldkamp |
| Tore                                           | 1:0 Hans-Werner Moors (30.), 2:0 Ewald Lienen (51.), 3:0 Wolfgang Schilling (57.), 4:0 Norbert Eilenfeldt (72.) |

 Rückspiel 
| TSV 1860 München – Arminia Bielefeld 4:0 (2:0) | |
| Austragungsort                                 | Olympiastadion, München, 4. Juni 1977, 60.000 Zuschauer |
| Aufstellung                                    | Uli Stein – Wolfgang Berg, Jonny Hey, Hans-Werner Moors, Wolfgang Pohl – Roland Peitsch, Norbert Eilenfeldt, Manfred Wolf, Wolfgang Schilling (57. Christian Sackewitz)- Harry Erhart, Ewald Lienen |
| Trainer                                        | Karl-Heinz Feldkamp |
| Tore                                           | 1:0 Anton Nachreiner (23.), 2:0 Hans Haunstein (25.), 3:0 Jimmy Hartwig (51.), 4:0 Georg Metzger (53., Foulelfmeter)                                                                                |

 Entscheidungsspiel 
| TSV 1860 München – Arminia Bielefeld 2:0 (1:0) | |
| Austragungsort                                 | Waldstadion, Frankfurt am Main, 11. Juni 1977, 60.100 Zuschauer |
| Aufstellung                                    | Uli Stein – Roland Peitsch, Jonny Hey, Hans-Werner Moors, Wolfgang Berg (25. Wolfgang Mittendorf, 62. Christian Sackewitz) – Norbert Eilenfeldt, Manfred Wolf, Wolfgang Pohl – Wolfgang Schilling, Harry Erhart, Ewald Lienen |
| Trainer                                        | Karl-Heinz Feldkamp |
| Tore                                           | 1:0 Jimmy Hartwig (77.), 2:0 Georg Metzger (88.) |

### Das „Bayernspiel“
| FC Bayern München – Arminia Bielefeld 0:4 (0:2) | |
| Austragungsort                                  | Olympiastadion, München, 10. März 1979, 11.000 Zuschauer |
| Aufstellung                                     | Uli Stein – Roland Peitsch, Hans-Werner Moors, Wolfgang Pohl, Eduard Angele – Roland Weidle, Lorenz-Günther Köstner, Frank Pagelsdorf – Norbert Eilenfeldt (80. Billy Ohlsson), Volker Graul, Helmut Schröder (80. Christian Sackewitz) |
| Trainer                                         | Otto Rehhagel |
| Tore                                            | 0:1 Norbert Eilenfeldt (18.), 0:2 Norbert Eilenfeldt (23.), 0:3 Volker Graul (51.), 0:4 Helmut Schröder (63.) |

### Relegation zur Bundesliga 1985
Hinspiel 
| 1. FC Saarbrücken – Arminia Bielefeld 2:0 (1:0) | |
| Austragungsort                                  | Ludwigsparkstadion, Saarbrücken, 13. Juni 1985, 15.000 Zuschauer |
| Aufstellung                                     | Wolfgang Kneib – Horst Wohlers , Detlef Schnier , Dirk Hupe, Norbert Dronia – Pasi Rautiainen, Ronald Borchers, Franco Foda (75. Andreas Ellguth), Wolfgang Pohl (46. Ulrich Büscher) – Siegfried Reich, Kazuo Ozaki |
| Trainer                                         | Gerd Roggensack |
| Tore                                            | 1:0 Michael Blättel (9.), 2:0 Dickert (69.) |

 Rückspiel 
| Arminia Bielefeld – 1. FC Saarbrücken 1:1 (0:0) | |
| Austragungsort                                  | Alm, Bielefeld, 17. Juni 1985, 32.000 Zuschauer |
| Aufstellung                                     | Wolfgang Kneib – Ulrich Büscher , Andreas Ellguth , Dirk Hupe, Norbert Dronia – Pasi Rautiainen (58. Matthias Westerwinter), Ronald Borchers, Franco Foda, Wolfgang Pohl – Siegfried Reich, Kazuo Ozaki |
| Trainer                                         | Gerd Roggensack |
| Tore                                            | 1:0 Matthias Westerwinter (59.), 1:1 Sascha Jusufi (78.) |

### Relegation zur 2. Bundesliga 2014
Hinspiel 
| SV Darmstadt 98 – Arminia Bielefeld 1:3 (0:2) | |
| Austragungsort                                | Stadion am Böllenfalltor, Darmstadt, 16. Mai 2014, 16.300 Zuschauer |
| Aufstellung                                   | Stefan Ortega Moreno – Jonas Strifler, Felix Burmeister, Stephan Salger, Arne Feick – Tom Schütz – Kacper Przybyłko, Christian Müller, Patrick Schönfeld (70. Philipp Riese), Ben Sahar (78. Sebastian Hille) – Fabian Klos (89. Marcel Appiah) |
| Trainer                                       | Norbert Meier |
| Tore                                          | 0:1 Christian Müller (22.), 0:2 Ben Sahar (33.), 1:2 Milan Ivana (65.), 1:3 Sebastian Hille (85.) |

 Rückspiel 
| Arminia Bielefeld – SV Darmstadt 98 2:4 n. V. (1:3, 0:1) | |
| Austragungsort                                           | Schüco-Arena, Bielefeld, 19. Mai 2014, 26.200 Zuschauer |
| Aufstellung                                              | Stefan Ortega Moreno – Jonas Strifler, Felix Burmeister, Stephan Salger , Arne Feick – Tom Schütz – Kacper Przybyłko, Christian Müller (17. Patrick Schönfeld), Philipp Riese , Ben Sahar (72. Sebastian Hille) – Fabian Klos (87. Marcel Appiah) |
| Trainer                                                  | Norbert Meier |
| Tore                                                     | 0:1 Dominik Stroh-Engel (23.), 0:2 Hanno Behrens (51.), 1:2 Felix Burmeister (53.), 1:3 Jerôme Gondorf (79.), 2:3 Kacper Przybyłko (110.), 2:4 Elton da Costa (120.+2')                                                                           |

### Relegation zur 2. Bundesliga 2023
Hinspiel 
| SV Wehen Wiesbaden – Arminia Bielefeld 4:0 (1:0) | |
| Austragungsort                                   | Brita-Arena, Wiesbaden, 2. Juni 2023, 11.008 Zuschauer |
| Aufstellung                                      | Martin Fraisl – Christian Gebauer (73. Theo Corbeanu), Frederik Jäkel, Andres Andrade, Bastian Oczipka (73. George Bello) – Manuel Prietl, Sebastian Vasiliadis, Marc Rzatkowski (63. Ivan Lepinjica), Bryan Lasme (63. Fabian Klos), Robin Hack – Janni Serra |
| Trainer                                          | Uwe Koschinat |
| Tore                                             | 1:0 Ivan Prtajin (6.), 2:0 Johannes Wurtz (50.), 3:0 Benedict Hollerbach (60.), 4:0 John Iredale (82.) |

 Rückspiel 
| Arminia Bielefeld – SV Wehen-Wiesbaden 1:2 (1:2) | |
| Austragungsort                                   | Schüco-Arena, Bielefeld, 6. Juni 2023, 23.433 Zuschauer |
| Aufstellung                                      | Martin Fraisl – Frederik Jäkel (46. Silvan Sidler ), Oliver Hüsing, Andrés Andrade – Sebastian Vasiliadis (46. Henrik Koch), Benjamin Kanuric (65. Ivan Lepinjica), George Bello , Robin Hack, Jomaine Consbruch – Bryan Lasme (65. Theo Corbeanu), Fabian Klos (81. Manuel Prietl) |
| Trainer                                          | Uwe Koschinat |
| Tore                                             | 1:0 Fabian Klos (4.), 1:1 Benedict Hollerbach (35.), 1:2 Benedict Hollerbach (45.+2') |

### DFB-Pokal-Finale 2025
| Arminia Bielefeld – VfB Stuttgart 2:4 (0:3) | |
| Austragungsort                              | Olympiastadion, Berlin, 24. Mai 2025, 74.036 Zuschauer |
| Aufstellung                                 | Jonas Kersken – Felix Hagmann (46. Christopher Lannert), Maximilian Großer, Leon Schneider , Louis Oppie – Stefano Russo – Maël Corboz , Sam Schreck (46. Isaiah Young) – Noah Sarenren Bazee (59. Joel Felix ), Marius Wörl (84. Lukas Kunze) – Joel Grodowski (80. Julian Kania) |
| Trainer                                     | Michél Kniat |
| Tore                                        | 0:1 Nick Woltemade (15.), 0:2 Enzo Millot (22.), 0:3 Deniz Undav (28.), 0:4 Enzo Millot (66.), 1:4 Julian Kania (82.), 2:4 Josha Vagnoman (85., Eigentor) |

## Aufstiegsrunden

### Aufstiegsrunde zur Bundesliga 1970
| Pl. | Team                   | Sp. | S | U | N | Tore  | Pkt.  |
| --- | ---------------------- | --- | - | - | - | ----- | ----- |
| 1   | Arminia Bielefeld      | 8   | 5 | 2 | 1 | 13:03 | 12:04 |
| 2   | Karlsruher SC          | 8   | 5 | 1 | 2 | 16:08 | 11:05 |
| 3   | SV Alsenborn           | 8   | 4 | 0 | 4 | 12:12 | 08:08 |
| 4   | Tennis Borussia Berlin | 8   | 1 | 3 | 4 | 07:13 | 05:11 |
| 5   | VfL Osnabrück          | 8   | 1 | 2 | 5 | 06:18 | 04:12 |

| 27.05.1970 | SV Alsenborn      | – | Arminia Bielefeld      | 0:1 |
| 03.06.1970 | Arminia Bielefeld | – | Tennis Borussia Berlin | 1:1 |
| 06.06.1970 | VfL Osnabrück     | – | Arminia Bielefeld      | 0:0 |
| 10.06.1970 | Arminia Bielefeld | – | Karlsruher SC          | 3:1 |

| 17.06.1970 | Arminia Bielefeld      | – | SV Alsenborn      | 3:0 |
| 20.06.1970 | Karlsruher SC          | – | Arminia Bielefeld | 1:0 |
| 24.06.1970 | Arminia Bielefeld      | – | VfL Osnabrück     | 3:0 |
| 27.06.1970 | Tennis Borussia Berlin | – | Arminia Bielefeld | 0:2 |

### Aufstiegsrunde zur 2. Bundesliga 1990
| Pl. | Team                   | Sp. | S | U | N | Tore  | Pkt.  |
| --- | ---------------------- | --- | - | - | - | ----- | ----- |
| 1   | VfB Oldenburg          | 8   | 5 | 2 | 1 | 19:08 | 12:04 |
| 2   | TSV Havelse            | 8   | 5 | 2 | 1 | 19:15 | 12:04 |
| 3   | Arminia Bielefeld      | 8   | 3 | 3 | 2 | 16:11 | 09:07 |
| 4   | Wuppertaler SV         | 8   | 2 | 0 | 6 | 11:21 | 04:12 |
| 5   | Reinickendorfer Füchse | 8   | 1 | 2 | 5 | 08:18 | 03:13 |

| 16.05.1990 | Reinickendorfer Füchse | – | Arminia Bielefeld | 1:2 |
| 20.05.1990 | Arminia Bielefeld      | – | VfB Oldenburg     | 2:2 |
| 24.05.1990 | TSV Havelse            | – | Arminia Bielefeld | 3:2 |
| 30.05.1990 | Arminia Bielefeld      | – | Wuppertaler SV    | 3:0 |

| 02.06.1990 | Arminia Bielefeld | – | Reinickendorfer Füchse | 0:0 |
| 06.06.1990 | VfB Oldenburg     | – | Arminia Bielefeld      | 2:0 |
| 10.06.1990 | Arminia Bielefeld | – | TSV Havelse            | 2:2 |
| 17.06.1990 | Wuppertaler SV    | – | Arminia Bielefeld      | 1:5 |

## Intertoto Cup

### 1982
| Pl. | Team              | LOD | BIE | StG | LÜT | Sp. | S | U | N | Tore  | Pkt.  |
| --- | ----------------- | --- | --- | --- | --- | --- | - | - | - | ----- | ----- |
| 1   | Widzew Łódź       | –   | 2:1 | 0:1 | 3:1 | 6   | 3 | 1 | 2 | 08:07 | 07:05 |
| 2   | Arminia Bielefeld | 1:1 | –   | 3:1 | 1:1 | 6   | 2 | 2 | 2 | 10:09 | 06:06 |
| 3   | FC St. Gallen     | 1:2 | 1:2 | –   | 1:0 | 6   | 3 | 0 | 3 | 07:08 | 06:06 |
| 4   | FC Lüttich        | 2:0 | 3:2 | 1:2 | –   | 6   | 2 | 1 | 3 | 08:09 | 05:07 |

Arminia spielte gegen Łódź im Bünder Erich-Martens-Stadion, gegen St. Gallen im Steinhagener Cronsbachstadion und gegen Lüttich in der Beckumer Römerkampfbahn.

### 1983
| Pl. | Team              | HAM | BIE | WRA | BRY | Sp. | S | U | N | Tore  | Pkt.  |
| --- | ----------------- | --- | --- | --- | --- | --- | - | - | - | ----- | ----- |
| 1   | Hammarby IF       | –   | 2:1 | 2:1 | 6:0 | 6   | 6 | 0 | 0 | 19:03 | 12:0  |
| 2   | Arminia Bielefeld | 0:2 | –   | 4:0 | 3:1 | 6   | 4 | 0 | 2 | 10:05 | 08:04 |
| 3   | FC Botew Wraza    | 1:2 | 0:1 | –   | 1:0 | 6   | 2 | 0 | 4 | 06:09 | 04:08 |
| 4   | Bryne FK          | 0:5 | 0:1 | 0:3 | –   | 6   | 0 | 0 | 6 | 01:19 | 00:12 |

Arminia spielte gegen Hammarby im Bünder Erich-Martens-Stadion, gegen Bryne im Mescheder Dünnefeldstadion und gegen Wraza auf dem Rietberger Sportplatz Brandstraße.

### 1985
| Pl. | Team              | HAI | BIE | GRA | JER | Sp. | S | U | N | Tore  | Pkt.  |
| --- | ----------------- | --- | --- | --- | --- | --- | - | - | - | ----- | ----- |
| 1   | Maccabi Haifa     | –   | 2:1 | 1:1 | 3:0 | 6   | 4 | 1 | 1 | 13:12 | 09:03 |
| 2   | Arminia Bielefeld | 8:2 | –   | 0:2 | 1:0 | 6   | 2 | 2 | 2 | 11:07 | 06:06 |
| 3   | SK Sturm Graz     | 1:2 | 0:0 | –   | 4:1 | 6   | 2 | 2 | 2 | 08:06 | 06:06 |
| 4   | Beitar Jerusalem  | 1:3 | 1:1 | 2:0 | –   | 6   | 1 | 1 | 4 | 05:12 | 03:09 |

Arminia spielte gegen Haifa im Stadion Flachsheide in Bad Salzuflen, gegen Graz im Bünder Erich-Martens-Stadion und gegen Jerusalem in der Detmolder Werrearena.

## Statistiken

### Rekordergebnisse in der Bundesliga
- Höchster Heimsieg 5:0 gegen Borussia Mönchengladbach 1981/82 und SV Darmstadt 98 1978/79
- Höchster Auswärtssieg 4:0 gegen FC Bayern München 1978/79
- Höchste Heimniederlage 1:7 gegen Eintracht Braunschweig 1971/72
- Höchste Auswärtsniederlage 1:11 gegen Borussia Dortmund 1982/83

### Rekordergebnisse in der 2. Bundesliga
- Höchster Heimsieg 11:0 gegen SV Arminia Hannover 1979/80
- Höchster Auswärtssieg 5:1 gegen Westfalia Herne 1976/77, VfL Osnabrück 1986/87, Rot-Weiß Oberhausen 1998/99 und 1. FC Nürnberg 2019/20
- Höchste Heimniederlage 1:5 gegen Alemannia Aachen 1986/87
- Höchste Auswärtsniederlage 0:5 gegen 1. FC Bocholt 1977/78, SV Darmstadt 98 1987/88 und SG Union Solingen 1987/88

### Erfolge im Jugendbereich
| - A-Junioren - Westdeutscher Pokalsieger: 1975, 2001 - Westfalenmeister: 1971, 2000, 2003, 2012, 2016, 2023 - Westfalenpokalsieger: 1985 - B-Junioren - Deutscher Meister: 2023 - Westdeutscher Pokalsieger: 1987, 2002, 2007 - Westfalenmeister: 2001, 2004, 2013 - Westfalenpokalsieger: 1986, 1987, 2002, 2004, 2019 | - C-Junioren - Westdeutscher Pokalsieger: 1988 - Westfalenmeister: 1993 - Westfalenpokalsieger: 1988, 2004, 2010 - D-Junioren - Westfalenmeister: 1991 - B-Juniorinnen - Westfalenmeister: 1991 |

## Sponsoren, Ausrüster und Vermarkter

### Trikotsponsoren
| Zeitraum  | Firma           | Branche             |
| --------- | --------------- | ------------------- |
| 1975–1979 | Granini         | Getränke            |
| 1979–1985 | Seidensticker   | Bekleidung          |
| 1985–1988 | Abtei           | Gesundheitsprodukte |
| 1988–1991 | Schüco          | Bauzulieferer       |
| 1991–1993 | Sportlepp       | Einzelhandel        |
| 1993–1994 | Forum Jahnplatz | Einzelhandel        |

| Zeitraum  | Firma           | Branche      |
| --------- | --------------- | ------------ |
| 1994–1996 | Westfalen-Blatt | Tageszeitung |
| 1996–1998 | Gerry Weber     | Bekleidung   |
| 1998–2001 | Herforder Pils  | Getränke     |
| 2001–2002 | real,-          | Einzelhandel |
| 2002–2004 | KiK             | Bekleidung   |
| 2004–2010 | Krombacher      | Getränke     |

| Zeitraum  | Firma       | Branche       |
| --------- | ----------- | ------------- |
| 2010–2011 | Schüco      | Bauzulieferer |
| 2011–2013 | getgoods.de | E-Commerce    |
| 2013–2016 | Alpecin     | Haarpflege    |
| seit 2016 | Schüco      | Bauzulieferer |

| Zeitraum  | Ausrüster |
| --------- | --------- |
| 1975–1980 | Erima     |
| 1980–1991 | Adidas    |
| 1991–1996 | Lotto     |
| 1996–2000 | Reusch    |
| 2000–2005 | Uhlsport  |
| 2005–2017 | Saller    |
| 2017–2020 | Joma      |
| 2020–2025 | Macron    |
| Seit 2025 | Umbro     |

| Zeitraum  | Vermarkter |
| --------- | ---------- |
| seit 2001 | Sportfive  |